# Retroculus
Retroculus is een geslacht van straalvinnige vissen uit de familie van de cichliden (Cichlidae).

## Soorten
- Retroculus lapidifer (Castelnau, 1855)
- Retroculus septentrionalis Gosse, 1971
- Retroculus xinguensis Gosse, 1971